# Konami
Konami Group Corporation (コナミグループ株式会社 Konami Gurūpu kabushiki-gaisha?), cunoscută obișnuit ca Konami, este o companie multinațională japoneză de divertisment și un dezvoltator și editor de jocuri video cu sediul în Chūō, Tōkyō. Compania de asemenea produce și distribuie cărți de joc, anime, tokusatsu, mașini pachinko, păcănele și cabinete arcade. Are casinouri în jurul lumii și operează cluburi de sănătate și fitness fizic în jurul Japoniei.
Compania a originat în 1969 ca un jukebox rental și afacere de reparații în Toyonaka, Osaka, Japonia, de Kagemasa Kōzuki, care este în continuare președinte al CA al companiei. Francizele de jocuri video ale Konami includ Metal Gear, Silent Hill, Castlevania, Contra, Frogger, Tokimeki Memorial, Parodius, Gradius, Yu-Gi-Oh!, Suikoden și eFootball. În plus, Konami deține Bemani, cunoscut pentru Dance Dance Revolution și Beatmania, și activele fostului dezvoltator de jocuri video Hudson Soft, cunoscut pentru Bomberman, Adventure Island, Bonk, Bloody Roar și Star Soldier. Konami mai publică Yu-Gi-Oh! Trading Card Game, unul dintre cele mai bine vândute jocuri de cărți de schimb din istorie.